# Чащь
Чащь — деревня в Волоколамском районе Московской области России, входит в состав сельского поселения Теряевское.

## Население
| 1852 | 1859 | 1890 | 1899 | 1926 | 2002 | 2006 |
| ---- | ---- | ---- | ---- | ---- | ---- | ---- |
| 329  | ↗334 | ↗451 | ↘359 | ↗410 | ↘26  | ↗29  |
| 2010 |      |      |      |      |      |      |
| ↗30  |      |      |      |      |      |      |

## География
Деревня Чащь расположена на северо-западе Московской области, в северной части Волоколамского района, на правом берегу реки Локнаш (бассейн Иваньковского водохранилища), примерно в 21 км к северо-востоку от центра города Волоколамска.
В деревне три улицы — Новая, Придорожная и Центральная, зарегистрировано одно садоводческое товарищество. Ближайшие населённые пункты — деревни Родионово, Фадеево и село Теряево.
Связана автобусным сообщением с районным центром.

## Название
Название происходит от слова чаща — «густой, труднопроходимый лес; заросли кустарника». В разъезжей грамоте 1480—1496 годов говорится о Чящовской земле, в грамоте 1541 года упоминается деревня Чяща. В разные годы название подвергалось орфографическим изменениям: 1569 г. — Чащы; 1784, 1860 гг. — Чащъ; 1961 г. — Чащ; 1979, 1989 гг. — Чащь.

## История
По данным Плана Генерального Межевания, в 1770 году в деревне числилось 110 душ мужского пола. Она относилась к Коллегии Экономии, а до указа Екатерины II о секуляризации — к Иосифо-Волоцкому монастырю.
В «Списке населённых мест» 1862 года Чащь — казённая деревня 1-го стана Клинского уезда Московской губернии по правую сторону Волоколамского тракта, в 44 верстах от уездного города и 62 верстах от становой квартиры, при реке Локноше, с 44 дворами, 2 заводами и 334 жителями (161 мужчина, 173 женщины).
По данным на 1890 год входила в состав Калеевской волости Клинского уезда, число душ составляло 451.
В 1913 году — 58 дворов, земское училище, отбельно-красильное заведение, кузница и 2 бумаго-ткацких фабрики.
По сведениям 1916 года на чащинской отбельно-красильно-аппретурной фабрике А. Ф. Сосновикова, работающей на нефтяном двигателе, трудилось 68 рабочих, вырабатывались марля и кисея.
В 1917 году в составе Калеевской волости деревня Чащь была передана в Волоколамский уезд.
По материалам Всесоюзной переписи населения 1926 года — центр Чащинского сельсовета Калеевской волости Волоколамского уезда в 3,2 км от шоссе Клин — Волоколамск и 21,3 км от станции Чисменка Балтийской железной дороги; проживало 410 жителей (183 мужчины, 227 женщин), насчитывалось 80 хозяйств, имелась школа.
С 1929 года — населённый пункт Московской области в составе:
- Чащинского сельсовета Волоколамского района (1929—1963)[20],
- Чащинского сельсовета Волоколамского укрупнённого сельского района (1963—1964)[21],
- Теряевского сельсовета Волоколамского укрупнённого сельского района (1963—1965)[22],
- Теряевского сельсовета Волоколамского района (1965—1994)[23],
- Теряевского сельского округа Волоколамского района (1994—2006)[23],
- сельского поселения Теряевское Волоколамского муниципального района (2006 — н. в.)[24][25].

## Достопримечательности
В деревне находится братская могила советских воинов (захоронены 6 человек, 1 известен), погибших в годы Великой Отечественной войны.